# Comitê Organizador dos Jogos Olímpicos de Verão de 2008
O Comitê Organizador dos Jogos Olímpicos de Pequim, mais conhecido como BOCOG (sigla para o nome em inglês Beijing Organizing Committee for the 2008 Olympic Games) é a instituição chinesa ligada ao Comitê Olímpico Chinês, responsável pela organização e realização dos Jogos Olímpicos de Verão de 2008, em Pequim.